# Otello Corporation
Otello Corporation (precedentemente conosciuta come Opera Software) è un'azienda norvegese, conosciuta principalmente per le suite Opera di applicazioni Internet.
Il nome completo della compagnia è Otello Corporation ASA (precedentemente conosciuta come Opera Software ASA) dove ASA sta per Allmennaksjeselskap, un tipo di organizzazione aziendale in Norvegia.
La sede della compagnia è a Oslo, ed è quotata alla Borsa di Oslo. Ha uffici in Svezia, Polonia, Cina, Giappone, Australia, Russia, Ucraina, Islanda, Stati Uniti, Singapore e Taiwan.
Si è posta l'obiettivo di creare e distribuire la migliore esperienza sul web su tutti i dispositivi. È anche coinvolta nella promozione di standard di rete attraverso la partecipazione al W3C.

## Storia

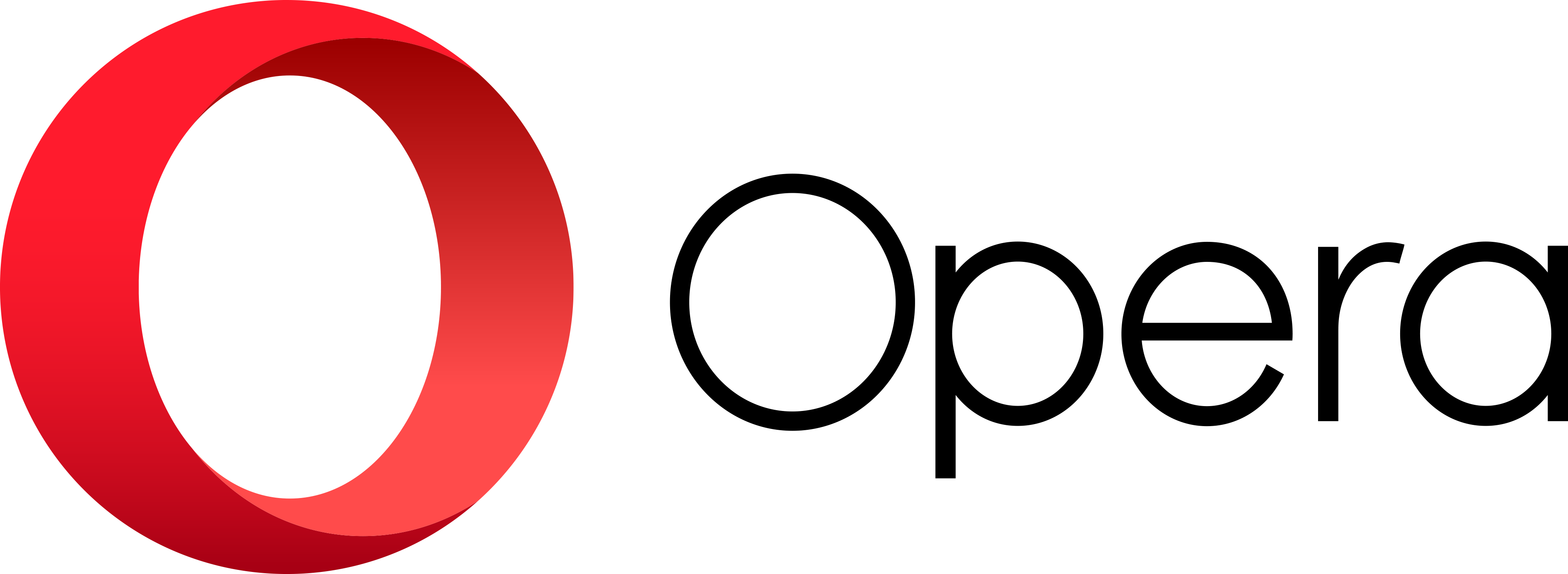
Il logo usato fino al 2014.

Fu fondata il 30 agosto 1995, come compagnia indipendente, da Jon Stephenson Von Tetzchner e Geir Ivarsøy. L'azienda è stata creata per proseguire ciò che originariamente era stato il progetto di ricerca Telenor (la più grande compagnia di telecomunicazioni norvegese), ovvero la creazione di un browser inizialmente denominato Multitorg Opera Browser.
Opera Software rilasciò pubblicamente il prodotto, Opera 2.1, al grande pubblico nel 1996, dopo che le prime versioni del programma furono testate da una ristretta cerchia di internauti.
Da quell'anno, l'azienda conobbe una grande crescita che la portò a concentrare la maggior parte degli sforzi sul progetto Opera, passando allo sviluppo per più piattaforme del 1998 concretizzato in parte con la versione 4.0 uscita nel 2000.
Opera Software decise di inserire all'interno del browser (rilasciato come un trialware fino alla versione 5.0) dei banner pubblicitari agli utenti che non avevano comprato la licenza, ricevendo critiche negative.
Nel 2004, l'azienda vinse una causa contro la Microsoft, poiché quest'ultima aveva bloccato l'accesso al sito msn.com agli utenti del browser norvegese, dovendo pagare così 12,75 milioni di dollari.
Il 12 gennaio del 2005 la compagnia offrì licenze libere alle più importanti istituzioni scolastiche, tra le quali il Massachusetts Institute of Technology (MIT), l'Università di Harvard, Oxford, il Georgia Institute of Technology, e la Duke University.
Nello stesso anno introdusse Opera Mini, un navigatore di rete per telefoni cellulari basato su Java ME messo sul mercato per operatori di rete mobile.
Il 20 settembre 2005 Opera annunciò la rimozione della pubblicità dal suo browser (a partire dalla versione 8.59) e l'immediata disponibilità del download gratuito: i suoi finanziamenti sarebbero derivati da un accordo con Google che lo avrebbe reso il motore di ricerca predefinito.
Nel 2007, Opera accusò la Microsoft, davanti alla Commissione europea, di concorrenza sleale, poiché la compagnia di Redmond avrebbe rilasciato il suo browser Internet Explorer preinstallato nei suoi sistemi Windows, danneggiando sia l'azienda norvegese che altre compagnie concorrenti. Vennero creati anche un sito (browserchoice.eu) e un'interfaccia grafica presente all'interno dei sistemi Windows dove gli utenti europei avrebbero potuto scegliere il browser da adottare per la navigazione web.
Nel 2012, Opera Software strinse un accordo con Bharti Airtel per rendere disponibili agli utenti Airtel il browser Opera Mini.
Nel 2013, l'azienda decise di non utilizzare più il proprio motore di rendering per le successive versioni di Opera, impiegando dalla versione 15, il motore Blink sviluppato assieme a Google.
Nel 2015, vinse al Mobile World Congress di Barcellona il premio per la migliore applicazione per telefoni cellulari.
Ad aprile dello stesso anno, l'azienda spostò il suo centro di ricerca e sviluppo del suo browser in Polonia, mentre a settembre cambiò il suo marchio con una nuova "O" tridimensionale, e durante il processo cambiò il logotipo in "Opera".
Il 10 febbraio 2016 il gruppo di investitori cinesi Golden Brick ha offerto 1,24 miliardi di dollari per l'acquisto della società, e nonostante il 25 maggio ci sia stata il via libera degli azionisti alla vendita, l'accordo fu fallito per una mancata approvazione regolamentare. Il 18 luglio fu venduta ad un consorzio cinese per 600 milioni di dollari.
Il 18 dicembre 2017 la società cambia la propria ragione sociale in Otello Corporation.

## Acquisizioni
Il 20 gennaio 2010 l'azienda annunciò l'acquisizione di AdMarvel Inc., specializzata in pubblicità sul web.
Il 30 aprile dello stesso anno Opera acquisì l'email provider australiano FastMail.FM, questa però verrà riacquistata dai suoi dipendenti nel settembre del 2013.
Il 19 settembre 2011 la compagnia norvegese annunciò l'acquisizione della piattaforma di sviluppo e vendita di applicazioni mobili Handster, in modo da ampliare l'offerta dello store ufficiale Opera.
Il 15 febbraio 2013 entrò nella galassia dell'azienda norvegese la Skyfire per 155 milioni di dollari. Opera Software avrebbe potuto così avere accesso alle piattaforme di ottimizzazione video come Rocket Optmizer.
Il 4 giugno 2014 AdColony viene acquistata da Opera per 75 milioni di dollari più una clausola di 275 milioni di dollari.